# 성충
성충(成忠, 605년~656년)은 백제 말기의 대신, 정치인이다. 정충(淨忠)으로도 불렸다.

## 생애
의자왕 시기 좌평으로, 왕의 주색을 비난하였다가 투옥되었다. 옥중에서 상소를 올려 외적의 침입을 주장하고, 육로는 탄현, 수로는 기벌포에서 방어하라 말하고 사망하였다. 의자왕은 성충의 주장을 거부하였고, 결국 백제는 멸망했다.
그는 흥수, 계백과 함께 백제의 충신이라 불린다.

## 성충이 등장하는 작품

### TV 드라마
- 《삼국기》(KBS, 1992년~1993년 배우:김갑수
- 《연개소문》(SBS, 2006년~2007년, 배우:맹상훈)
- 《계백》(MBC, 2011년~2011년, 배우:전노민)
- 《대왕의 꿈》(KBS, 2012년~2013년, 배우:김원배)

## 같이 보기
- 흥수
- 계백

## 참고 문헌
- 김부식 (1145), 《삼국사기》 〈권28 백제본기 제육(百濟本紀第六) 의자왕(위키문헌 번역본)〉 /(국사편찬위원회 > 한국사데이타베이스 번역본)
- 충청남도지(忠淸南道誌) 하(下)(충청남도 1979)